# Marco Aldaco
Marco Aldaco Gómez fue un arquitecto, pintor, escultor y diseñador  mexicano. Nació el 15 de octubre de 1933 en Guadalajara, Jalisco. Estudió arquitectura en la Universidad de Guadalajara. Es conocido por la introducción de la palapa en sus construcciones y sus esculturas y pinturas autodidactas. Llegó a exponer sus obras en recintos tales como la Pinacoteca Universitaria Alfonso Michel y la Casa Lamm. Aldaco creó un espacio donde se exponen sus obras, llamado la Casa de la Cañada. Aldaco fue el arquitecto de diversas mansiones para celebridades como la casa de Gloria Guinness en Acapulco, la casa de Jacqueline Kennedy Onassis y Aristóteles Onassis. Falleció en Guadalajara, Jalisco el 24 de febrero de 2013 a los 79 años de edad

## Premios
- Premio Honorario Architectural Digest Íconos del Diseño 2008: (Por su trabajo en el diseño de casas de playa, siendo considerado creador de la arquitectura de playa en México)